# Begonia thiemei
Espèce
Synonymes
- Begonia macdougallii Ziesenh.[1]

Begonia thiemei est une espèce de plantes de la famille des Begoniaceae.
L'espèce fait partie de la section Gireoudia.
Elle a été décrite en 1895 par Casimir Pyrame de Candolle (1836-1918).

## Répartition géographique
Cette espèce est originaire des pays suivants : Guatemala ; Honduras ; Mexique.